# Castellvell del Camp
Castellvell del Camp é um município da Espanha, na comarca do Baix Camp, província de Tarragona, comunidade autónoma da Catalunha. Tem 11,96 km² de área e em 2021 tinha 2 873 habitantes (densidade: 240,2 hab./km²). Limita com os municípios de Reus, Almoster e L'Aleixar.